# Деси Слава
Деси Слава (Desi Slava, настоящее имя Десислава Иванова Донева; род. 7 марта 1979, Раднево, Старозагорская область, Болгария) — болгарская певица. Исполняет песни в стиле поп-фолк, а также R&B. Языки исполнения — болгарский, испанский, английский.

## Карьера
Первый её альбом, которая она выпустила в 1998 году: Нямам проблеми (рус. Нет проблем). Этот альбом стал для её началом карьеры. Затем она получила награду «Золотой Мустанг» за песню Заклевам те (рус. Я клянусь). Через два года Деси выпустила альбом Ези-тура (рус. Орёл и решка). Деси включила в этот альбом песни Мъжете всичко искат (рус. Мужчины хотят все), Ези-тура (рус. Орел-решка) и др. После этого альбома она выпустила ещё одну песню Бели нощи (рус. Белые ночи), которая стала хитом.
Третий альбом Завинаги (рус. Навсегда), который стал успешным. В нём содержится песня под названием Следи от сълзи (рус. Следы слёз). Альбом Мистерия (рус. Тайна) был выпущен в 2002 году и среди песен были три хита: Две сърца (рус. Два сердца), Птица скитница (рус. Птица странник) и одноимённый хит Мистерия (рус. Тайна). Через год выходит ещё один альбом Любовта е само чувство (рус. Любовь — простое чувство). Это самый популярный альбом в Болгарии за 2004 год. Няма те до мен (рус. Ты не рядом), Лъжа (рус. Ложь), Бъди добро момче (рус. Будь хорошим мальчиком), Просто забрави (рус. Просто забудь) стали хитами за 2004 год.
Деси Слава начала петь в дуэте с Азисом в 2004 году в альбоме под названием Together (рус. Вместе) — Жадувам (рус. Жажда) — эту песню весьма высоко оценили даже критики.
В 2005 году альбом Гореща следа (рус. Горячий след) стартовал с провокационной песни «Не си ми спешен» (рус. Ты не актуален для меня). Эта песня является вторым дуэтом с Азисом  Казваш, че ме обичаш (рус. Говоришь, что любишь) и летом того же года Невъзможно е да спрем (рус. Невозможно остановиться).
В 2006 году был выпущен её альбом с Тони Стораро Замълчи (рус. Замолчи). В октябре того же года она выпустила песню Схемата (рус. Схема) с провокационным видеоклипом. В декабре того же года она выпустила ещё один альбом Сладки сънища (рус. Сладкие сны) — смесь поп-фолка, r’n’b, поп-музыки, рок-музыки и латино. Первым хитом из этого альбома стал Някой ден (рус. Когда-нибудь), затем No soy tal mujer (рус. Я не такая женщина).
В 2011 году выпустила альбом Slavatronika — это был эксперимент с смесью электронной музыки и фольклора. Работали над её альбомом музыканты из Лондона — Vanco Manojlovic и Мэтт Купер и некоторые болгарские музыканты Владимир Величков из «Канары», Атанас Славов — Ant и Turaman. Альбом распространяется только в интернете — в интернет-магазине Amazon, Spotify, My Space, Medianet, e Music, Nokia и другие.
В 2014 году Деси была наставницей третьего сезона проекта Гласът на България, которая её подопечная Кристина Иванова победила в этом проекте по итогу СМС голосования.
В 2016 году Деси выпустила новый хит Нека да е тайно (рус. Пусть это будет секретом) в дуэте с молодым артистом Галином. Сейчас Деси записывает новый альбом.

## Личная жизнь
В конце декабря 2017 года она родила сына Бориса, отцом которого является боксёр Благо Найденов, с которым она встречается несколько лет, также она имеет старшего сына Майки

## Награды

### 1999
- Первый приз за шоу «Золотой Мустанг»

### 2000
- Вторая премия зрителей на «Белые ночи», фестиваль «Фольклорная Фракия»
- Третий приз жюри «Белые ночи», фестиваль «Фольклорная Фракия»
- Попади Коктейль Награды — Певец года, Запись года «Мила моя, военных moi» (Мой дорогой, Мой дорогой), Альбом Из года «Ези-тура»
- Новые народные награды — Альбом года «Ези-тура», песня года «Белые ночи», Певец года

### 2002
- Planeta телевизионным читатели выбор — Певец года
- ежегодной музыкальной награды — телевизор Планета шоу-бизнеса в году
- Новые народные награды — Певец Года, Лучшие видео «Два сердца», Лучший Альбом «Mystery»

### 2004
- Новые народной награды — Видео Года «Я Desire»
- Мело телевизионным Maniq Награды — Читатели "Выбор («Будь хорошим мальчиком»)

### 2005
- Новые награды народной песни — Дуэт года «Казваш ми обичаш ме» (Говоришь, что любишь)

### 2006
- Новые народной награды — Видео года «Някой ден» (Когда-нибудь)

## Ha английском и испанском
Она также поёт на испанском: Fin esperado, bailar sin final, ficción, а на английском языке: You’re the love, Love above the ocean, I’ll pray. Её первая песня на английском языке You’re the love, а на испанском Fin esperado.

## Дискография
- 1998 — Нямам проблеми / Нет проблем
- 2000 — Ези-тура / Орёл и решка
- 2001 — Завинаги / Навсегда
- 2002 — Мистерия (альбом) / Тайна
- 2004 — Любовта е само чувство / Любовь это единственное чувство
- 2004 — Together / Вместе
- 2005 — Гореща следа / Горячие следы
- 2006 — Сладки сънища / Сладкие сны
- 2007 — Estoy aquÍ / Я здесь
- 2009 — Послушай сърцето си / Слушай своё сердце
- 2011 — Slavatronica / Славатроника